# هرینگتون پارک (نیوجرسی)
هرینگتون پارک (به انگلیسی: Harrington Park) شهری در ایالت نیوجرسی کشور ایالات متحده آمریکا است که جمعیت آن در سرشماری سال ۲۰۱۰ میلادی، ۴٬۶۶۴ نفر بوده‌است.